# So Sad So Sexy
So Sad So Sexy (stilizzato  so sad so sexy) è il quarto album in studio della cantautrice svedese Lykke Li, pubblicato l'8 giugno 2018.

## Tracce
1. Hard Rain – 3:30 (Lykke Li, Rostam)
2. Deep End – 3:05 (Lykke Li, Ilsey Juber, Jeff Bhasker, T-Minus, Malay, Koz)
3. Two Nights (featuring Aminé) – 3:24 (Lykke Li, Ilsey Juber, Jeff Bhasker, Jonny Coffer, Malay, Aminé)
4. Last Piece – 3:05 (Lykke Li, Ilsey Juber, Ali Payami)
5. Jaguars in the Air – 3:37 (Lykke Li, Ilsey Juber, Jeff Bhasker, T-Minus, Malay)
6. Sex Money Feelings Die – 2:19 (Lykke Li, Ilsey Juber, Kid Harpoon, DJ Dahi, Malay, Sarah Aarons)
7. So Sad So Sexy – 3:32 (Lykke Li, Andrew Wyatt, Emile Haynie, Ilsey Juber, Jeff Bhasker, Malay)
8. Better Alone – 4:31 (Lykke Li, Ilsey Juber, Illangelo)
9. Bad Woman – 3:14 (Lykke Li, Ilsey Juber, Rick Nowels, Malay)
10. Utopia – 3:43 (Lykke Li, Ilsey Juber, Malay, Johnny Coffer)